# Borboleta-monarca
A borboleta-monarca (Danaus plexippus) é uma borboleta da família dos ninfalídeos, da subfamília dos danaíneos. Têm cerca de setenta milímetros de envergadura, asas laranjas com listras pretas e marcas brancas.
As suas populações são naturais da América do Norte e são conhecidas por realizarem a mais longa migração realizada por um invertebrado numa única geração, a quarta geração.
Os indivíduos desta geração eclodem dos seus ovos no Canadá e atingem o estado adulto em Setembro, altura em que voam em grandes grupos, num espetáculo ímpar, cerca de 4000 km até chegarem ao México onde passam o Inverno em grandes aglomerações.
Infelizmente, devido à destruição dos habitats onde hibernam, estas populações estão muito ameaçadas com declínios de mais de 80% nos últimos 25 anos.
Com grande potencial de voo e de dispersão, as monarcas também colonizaram nos últimos 200 anos a Europa, Norte de África e a Austrália.
Em Portugal, temos populações residentes no Algarve e no Alentejo litoral, em locais onde existe a sua planta hospedeira, o algodoeiro-falso (Gomphocarpus fruticosus). 
Tal como nos restantes locais colonizados recentemente as populações portuguesas de monarca não são migradoras.

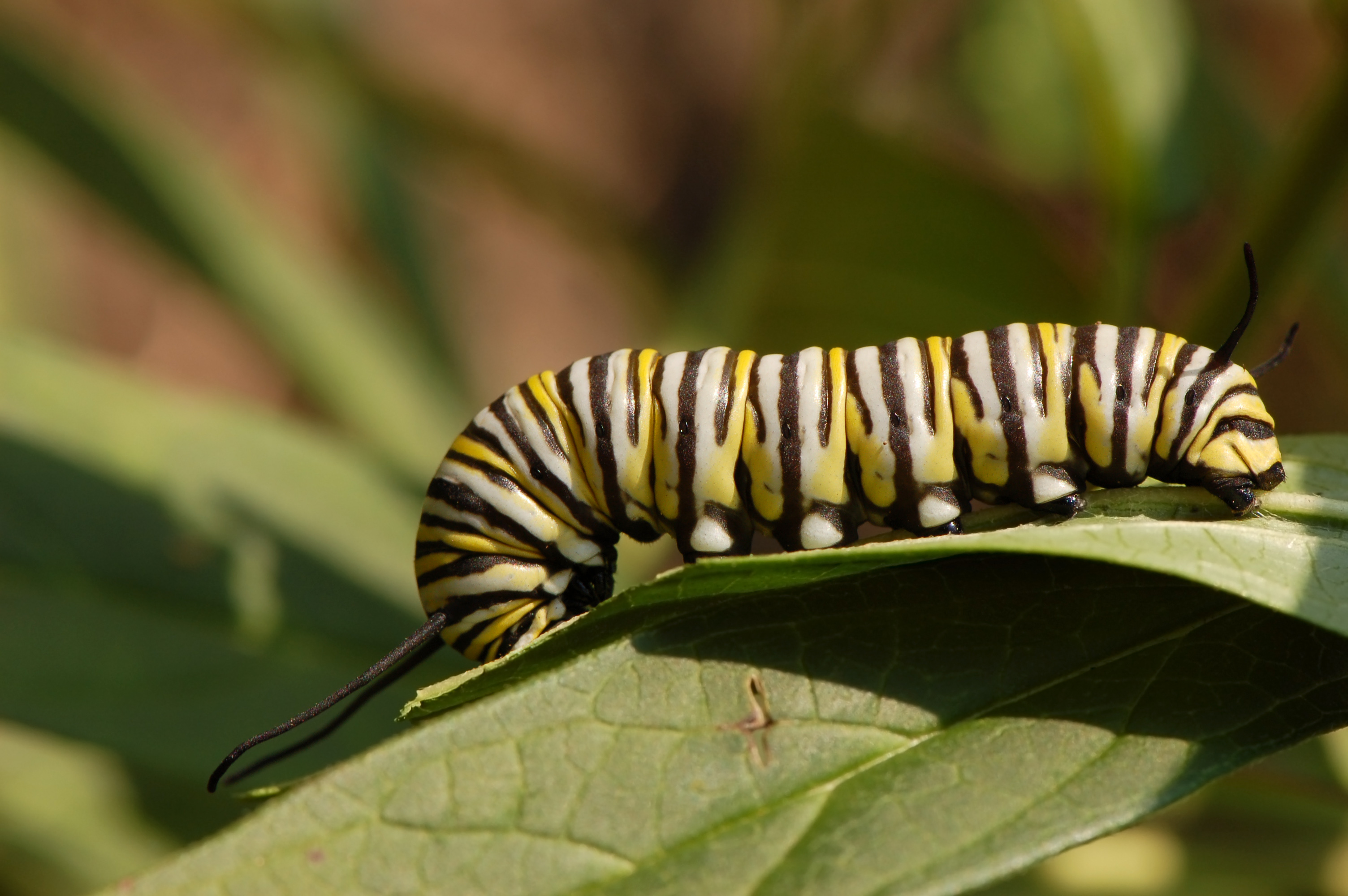
Lagarta da Borboleta monarca

A borboleta monarca começa a sua vida como um ovo posto por uma fêmea adulta numa folha de planta de serralha. É do tamanho da cabeça de um alfinete e quando choca, três a doze dias depois, nasce a pequena lagarta com riscas brancas, amarelas e pretas, com oito pares de pernas curtas para trepar e partes da boca desenhada para mastigar folhas. Mas somente folhas das plantas de serralha tem uma seiva branca e pegajosa que é altamente tóxica para os outros animais, mas não afetam em nada a lagarta, apenas tornando seu corpo altamente tóxico para os predadores, como pássaros. Três mutações genéticas são a chave para esse inseto se tornar imune à sua dieta venenosa.